# La beauté est dans la rue

O cartaz que popularizou o slogan, do Atelier populaire (1968)

La beauté est dans la rue (em português: A beleza está nas ruas) é um slogan do Maio de 1968. O slogan foi daqueles popularizados através de cartazes feitos pelo Atelier populaire, um agrupamento de artistas marxistas. O cartaz correspondente ao slogan mostra uma jovem lançando pedras retiradas de uma calçada.

## Contexto
O slogan A beleza está nas ruas não possui um criador conhecido. O cartaz que popularizou o slogan foi composto coletivamente por artistas do Atelier populaire durante uma ocupação realizada na École des Beaux-Arts de Paris, originalmente como serigrafia. Os artistas do Atelier populaire buscavam produzir propaganda e material de agitação relacionados às greves e ocupações estudantis de maio de 1968. Ideologicamente, o Atelier populaire foi influenciado pela Internacional Situacionista.
É comum atribuir ao poster certa inspiração na obra A Liberdade guiando o povo. Para além do contexto revolucionário comum a ambas, assim como Marianne na barricada da pintura de Eugène Delacroix, o cartaz mostra uma mulher em pé, na mesma posição e com um braço estendido; Ao invés de segurar uma bandeira, porém, ela atira pedras.

## Interpretações
De acordo com a pesquisadora francesa Odile Dupagne: "Esse pôster é um dos poucos que retrata e até representa as mulheres. Assim, além da luta dos estudantes que atiram pedras, um símbolo do protesto do Maio de 68, o cartaz representa a luta das mulheres. O slogan é dividido em duas partes; Em primeiro lugara "Beleza" (La beauté), que designa a mulher, e depois o "está nas ruas" (est dans la rue), representando a luta que os revolucionários conduziam. [...] também simboliza a luta das mulheres para adquirir o direito de lutar ao lado dos homens, ou de modo mais geral para alcançar um nível de igualdade ante eles. [...] o fato da jovem jogar pedras da calçada em quem olha o cartaz dá a impressão de que ela o exclui da luta, e não que o incentiva a vir lutar ao seu lado [... ] ela parece estar lutando contra o espectador, e não ao lado ele, o que sugere que essa luta não é uma luta que todos podem liderar, mas que é reservada às mulheres".
Em outra interpretação, o historiador Christian Delporte disse que "'A beleza está nas ruas' não representa de forma alguma a produção visual de 68,  mas sim o que o movimento feminista conseguiu ser pela primeira vez nos eventos de maio; mas a sociedade atual, esmagando a cronologia, inscrevendo 68 em um continuum histórico, acabou confundindo o próprio acontecimento e seus efeitos supostos ou reais".